# Ksenija Milošević
Ksenija Milošević srbskou cyrilicí Ксенија Милошевић (* 26. dubna 1982 Bělehrad, SR Srbsko, Socialistická federativní republika Jugoslávie, dnes Srbsko) je srbská zpěvačka a houslistka, členka dívčí hudební skupiny Beauty Queens.

## Biografie
Ksenija Milošević se narodila 26. dubna 1982 v Bělehradě. Studovala hru na housle ve třídě profesora Dejana Mihailoviče, absolvovala Fakultu múzických umění v Bělehradě. V roce 2005 získala titul Magistr. Získal mnoho ocenění a vystupovala jako sólista s předními orchestry Srbska. Od roku 2001 působila jako zástupce prvních houslí bělehradského filharmonického orchestru a tuto pozici zastávala 2 koncertní sezóny. Zúčastnila se mnoha mezinárodních festivalů s ethno kapelou Ognjen and Friends.

## Eurovision Song Contest
V roce 2006 zahrála na housle a zpívala doprovodné vokály k písni "Lejla" skupiny Hari Mata Hari, která reprezentovala Bosnu a Hercegovinu na Eurovision Song Contest 2006. V roce 2007 byla doprovodnou vokalistkou k srbské vítězné písni "Molitva", kde vystoupila i s Marijou Šerifović. V roce 2012 hrála housle a zpívala doprovodné vokály s Željkem Joksimovićem k písní Nije Ljubav Stvar (Ниje Љбав Ствар), se kterou reprezentovala Srbsko na Eurovision Song Contest 2012. Také byla vokalistkou i na Eurovision Song Contest 2013, kdy reprezentovala Srbsko s triem Moje 3.

## Diskografie

### S Beauty Queens

#### Alba
| - 2008: U pripremi | - 2011: Ne Mogu Te Naći |

#### Singly
| - 2007: "Rukoilen" – "Molitva" ve finštině - 2007: "Pet na jedan"(Pět na prvou) – festival Budva 2007 - 2007: "Protiv srca" (Proti srdci) – Ohridski festival 2007 - 2008: "Zavet" (Záruka) – Beovizija 2008 | - 2008: "Ti ili on" (Vy nebo on) – Sunčane skale 2008 - 2009: "Afrodizijak" (Afrodiziakum) - 2009: "Superstar" (feat. Oskar & Dordje Marjanović) – Beovizija 2009 - 2010: "Dve iste" – Sunčane skale 2010 |